# Paradicsommadár csillagkép
A Paradicsommadár (latin: Apus) egy csillagkép, melyet Pieter Dirkszoon Keyser és Frederick de Houtman megfigyelései alapján Petrus Plancius alkotott meg. Első megjelenése az 1598-as évre tehető, Amszterdamban ekkor mutatták be Petrus Plancius és Jodocus Hondius keze munkája által készült 35 cm-es éggömböt. 
A csillagkép első képi ábrázolása Johann Bayer Uranometria (1603) című csillagatlaszában vált láthatóvá.

## Története, mitológia
Petrus Plancius „Paradysvogel Apis Indica” néven jegyezte fel a csillagképet, ám Bayer Uranometriájában már Apis Indica néven került be. Eközben mások Avisként hivatkoztak rá. Nicolas-Louis de Lacaille francia csillagász nagy hatású művében, a Coelum Australe Stelliferumban Apus néven található, ám az Apus és Avis alternatívák használata Titius Bode idején újra központba került.
Az apus szó láb nélkülit jelent, a bennszülöttek ugyanis levágták a paradicsommadár gyönyörű tollazatához képest csúnya lábát, és láb nélkül adták a madarat az idegeneknek. A csillagképnek nincs mitológiai vonatkozása.

## Látnivalók

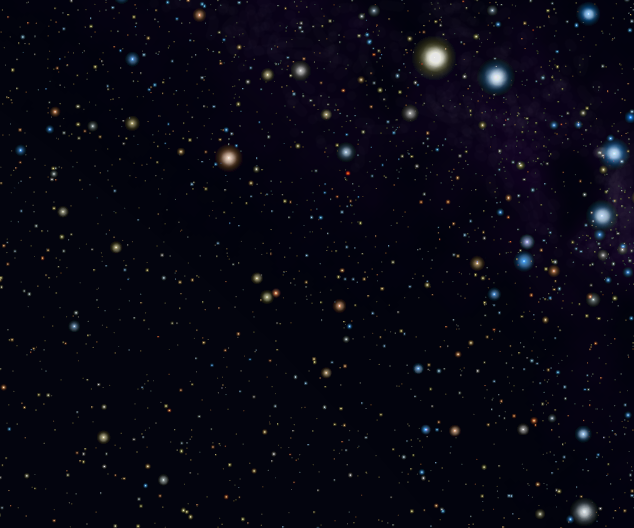
A Paradicsommadár csillagkép

### Csillagok
- α Apodis: a Földtől 230 fényév távolságra lévő, 3,81 magnitúdós, K5III színképtípusú csillag.
- β Aps: a fényrendje 4m,16, a színképe hasonlít a Napéhoz.
- γ Aps: a fényrendje 3,90, a színképtípusa K0IV, a távolsága 105 fényév.
- δ1, δ2 Aps: egy 4,8 és egy 5,2 fényrendű összetevőből álló kettőscsillag, a távolsága 220 fényév. A komponensek színképtípusa M4, illetve M1.

### Mélyég-objektumok
- NGC 6101 gömbhalmaz
- IC 4499 gömbhalmaz

## Fordítás
- Ez a szócikk részben vagy egészben  az   Apus című angol Wikipédia-szócikk fordításán alapul.  Az eredeti cikk szerkesztőit annak laptörténete sorolja fel. Ez a jelzés csupán a megfogalmazás eredetét és a szerzői jogokat jelzi, nem szolgál a cikkben szereplő információk forrásmegjelöléseként.
- Ez a szócikk részben vagy egészben  a   List of stars in Apus című angol Wikipédia-szócikk fordításán alapul.  Az eredeti cikk szerkesztőit annak laptörténete sorolja fel. Ez a jelzés csupán a megfogalmazás eredetét és a szerzői jogokat jelzi, nem szolgál a cikkben szereplő információk forrásmegjelöléseként.